# Рамек, Рудольф
Рудольф Рамек (нем. Rudolf Ramek; 12 апреля 1881, Тешин, Австрийская Силезия — 24 июля 1941, Вена) — австрийский политик, Федеральный канцлер Австрии в 1924—1926 годах.

## Биография
Рамек родился в Тешине в Австрийской Силезии (ныне — польский Цешин). Член христианско-социальной партии. Занимал пост Федерального канцлера Австрии с 20 ноября 1924 по 20 октября 1926 года. С 15 января 1926 по 20 октября 1926 также занимал пост министра иностранных дел Австрии. Умер в Вене и похоронен на Зальцбургском муниципальном кладбище.